# Serkan Durmus
Serkan Durmus (* 24. September 1986 in Witten) ist ein  deutscher Schauspieler türkischer Herkunft.

## Leben
Durmus wuchs in seinem Geburtsort Witten auf und verbrachte einen Teil seiner Kindheit in Istanbul. Von 2008 bis 2012 absolvierte er eine Schauspielausbildung an der Schauspielschule Siegburg. Während seiner Ausbildung spielte er bereits mehrere Theaterrollen bei der Studiobühne Siegburg, u. a. den Jugendlichen Kebab in dem Theaterstück Klassenfeind von Nigel Williams. Am Aalto Ballett Theater Essen übernahm er 2012–2014 die Rollen Flaut/Thisbe in der Ballett-Produktion Ein Sommernachtstraum in der Choreografie von Heinz Spoerli.
In der Theatersaison 2013/14 spielte er die Rolle des Jugendlichen Ferit in dem Theaterstück Verrücktes Blut von Nurkan Erpulat und Jens Hillje in einer Produktion der Konzertdirektion Landgraf.
In Sema Merays Theaterstück Die Leiden des jungen Osman spielte er im März/April 2014 am Theater Heilbronn die Hauptrolle des Osman. Er verkörperte in dieser Uraufführung den 19-jährigen sensiblen Sohn türkisch-muslimischer Eltern, der gerade sein Abitur bestanden hat und am liebsten Literatur studieren möchte. 
Außerdem stand er für verschiedene Filme vor der Kamera; er hatte Hauptrollen in einigen Kurzfilmen.  Episodennebenrollen hatte er in den Serien Der Lehrer (2015; als Dr. Özkaya) und Die Kanzlei/Der Dicke (2015; als Davut Ülküm). 
Durmus lebt in Witten.

## Filmografie (Auswahl)
- 2010: Alarm für Cobra 11 – Die Autobahnpolizei (Fernsehserie; Nebenrolle)
- 2013: Der Wettstreit (Kurzfilm, Hauptrolle)
- 2014: Ein Atem (Kinofilm, Nebenrolle)
- 2015: Der Lehrer (Fernsehserie; Episodennebenrolle)
- 2015: Die Kanzlei (Fernsehserie; Folge: Kleine Fluchten)
- 2020: Dünnes Blut (Kinofilm, Nebenrolle)

## Theater (Auswahl)
- 2010/2011: Klassenfeind, Studiobühne Siegburg
- 2011: Dear Wendy, Studiobühne Siegburg
- 2011: Ein Traum von Hochzeit, Studiobühne Siegburg
- 2011: Sinn, Studiobühne Siegburg
- 2011: Hamlet, Studiobühne Siegburg
- 2012–2014: Ein Sommernachtstraum, Aalto Ballett Theater Essen
- 2013–2014: Verrücktes Blut, Konzertdirektion Landgraf
- 2014: Die Leiden des jungen Osman, Theater Heilbronn
- 2016: Asyl-Dialoge, Bühnen für Menschenrechte
- 2017: NSU-Monologe, Bühnen für Menschenrechte